# 에일리언 vs. 프레데터

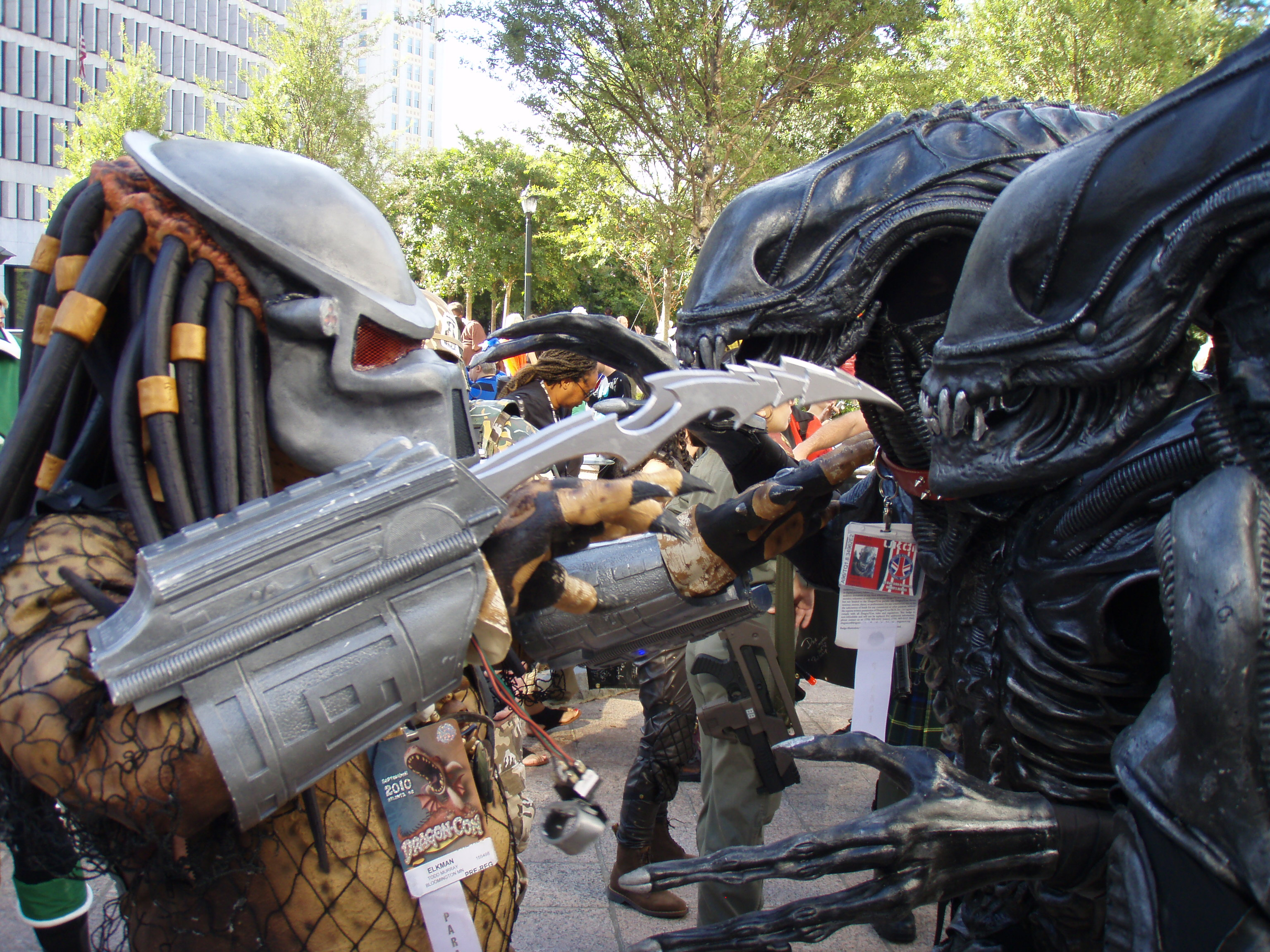

에일리언 vs 프레데터는 에일리언과 프레데터를 소재로 한 여러 장르의 크로스오버 작품이다. 만화와 소설, 영화, 게임 등으로 만들어졌다.

## 같이 보기
- 에이리언 (시리즈)
- 프레데터 (시리즈)